# Pachyteria pasteuri
Pachyteria pasteuri är en skalbaggsart som beskrevs av Conrad Ritsema 1892. Pachyteria pasteuri ingår i släktet Pachyteria och familjen långhorningar. Inga underarter finns listade i Catalogue of Life.